# Salzburger Lokalbahn
De Salzburger Lokalbahn (SLB) is een vervoersbedrijf in de Oostenrijkse deelstaat Salzburg. Ze staat in voor de exploitatie van de lijnen S1 en S11 (Salzburg S-Bahn) en enkele regionale lijnen in de deelstaat. Het is een dochterbedrijf van de Salzburgse structuurbeheerder Salzburg AG.

## Stamtracé
Het stamtracé van de Salzburger Lokalbahn werd geopend in 1896. De lijn loopt van het Salzburg Hauptbahnhof via het stadsdeel Itzling en de gemeenten Bergheim en Anthering naar Oberndorf, Bürmoos en Lamprechtshausen. In Bürmoos is er een aftakking van de lijn naar Trimmelkam. Het traject Salzburg Hauptbahnhof-Lamprechtshausen wordt bereden door lijn S1 en het traject Bürmoos-Trimmelkan door lijn S11. De lijn is enkel in Salzburg zelf dubbelsporig (voor 1,5 km). De rest van de lijn, buiten enkele stations, is enkelsporig. De lijn is volledig geëlektrificeerd met 1000 volt gelijkspanning. In 1996 werd een station onder de Südtiroler Platz (voor het Hauptbahnhof) geopend. Dit moest het begin betekenen van een metronetwerk, maar deze plannen werden snel opgeborgen door geldgebrek. De lijn heeft hier nog altijd zijn eindpunt.

### Uitbreiding
In 2013 is een uitbreiding gerealiseerd van 3 km. Lijn S11 van Trimmelkam is via Diepoltsdorf doorgetrokken naar Ostermiething. De bouwwerkzaamheden waren in 2012 begonnen.

## "Lokalbahn"
Alhoewel het tracé officieel deel uitmaakt van de Salzburg S-Bahn, wordt er in de volksmond nog vaak gesproken over de "Lokalbahn". Dit komt doordat het systeem van de Salzburger Lokalbahn weinig gelijkenissen vertoont met de rest van het S-Bahn-systeem. Zo gebruiken ze ander materieel, andere voertuigkleuren en een niet op de rest van het systeem afgestelde dienstregeling. Het materieel bestaat uit sneltrams gebaseerd op het type U3 van de Metro van Frankfurt, maar hebben minder deuren en rijden onder 1000 volt gelijkspanning. De serie van 18 stuks werd van 1983 tot 2002 geleverd. Tussen 2012 en 2019 zijn de dertien jongste stellen verlengd met een middenbak met deels lage vloer.

## Andere exploitaties
Door een samenwerking met de Regentalbahn werd er in de zomer van 2006 een akkoord getekend om vanaf 2009 de exploitatie van de Spoorlijn Freilassing - Berchtesgaden over te nemen. Hierbij werd de Berchtesgadener Land Bahn opgericht.
In 2008 werd de Pinzgauer Lokalbahn van de ÖBB overgenomen door het Land Salzburg. Deze hevelde de exploitatie en de heropbouw van de lijn over aan de Salzburger Lokalbahn.
Ook werd er in 2008 een tandradbaan (de Salzburg Festungsbahn die bezoekers aan de rand van de stad naar de top van de Hohesalzberg brengt) en een smalspoor museumbaan (Museumsfeldbahn Großgmain) overgenomen.

## Galerij

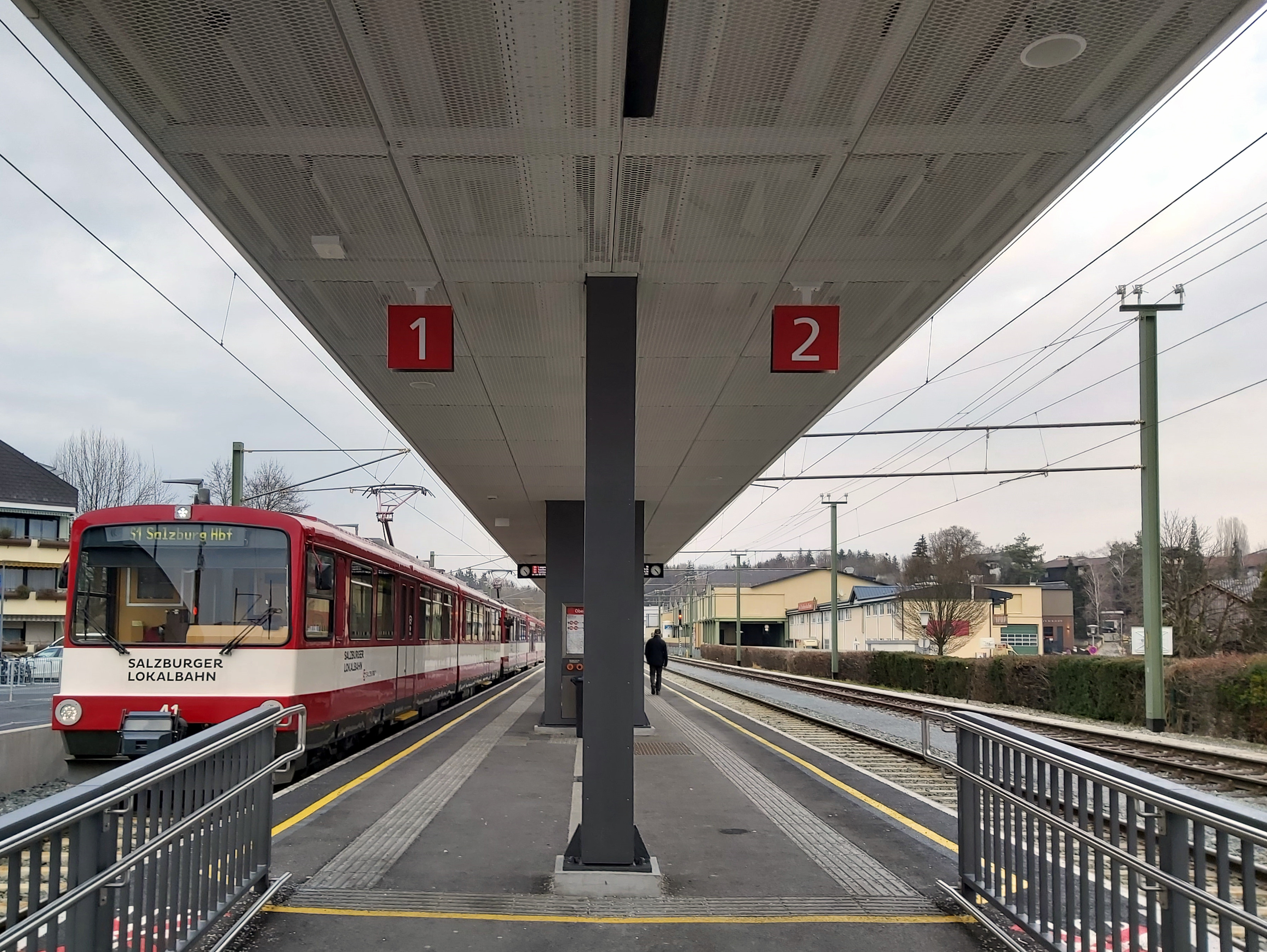
Station Oberndorf
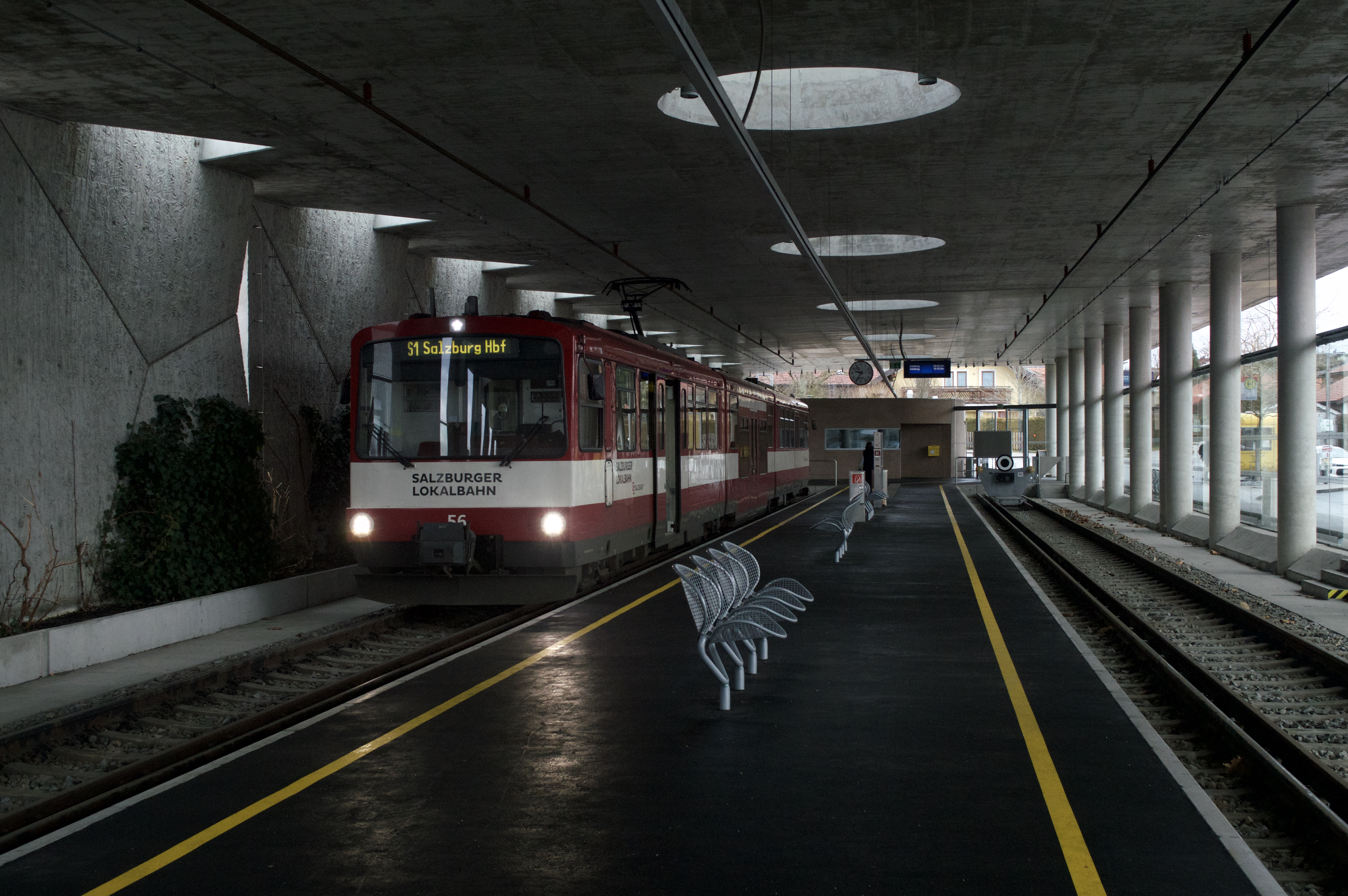
Station Lamprechtshausen
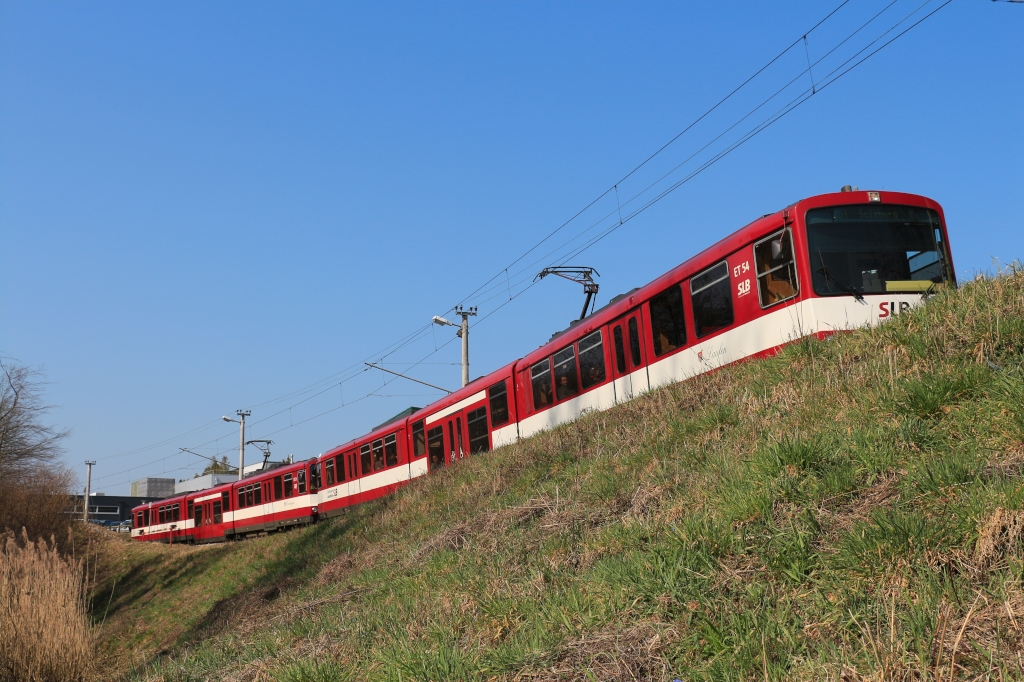
Gekoppelde tramstellen
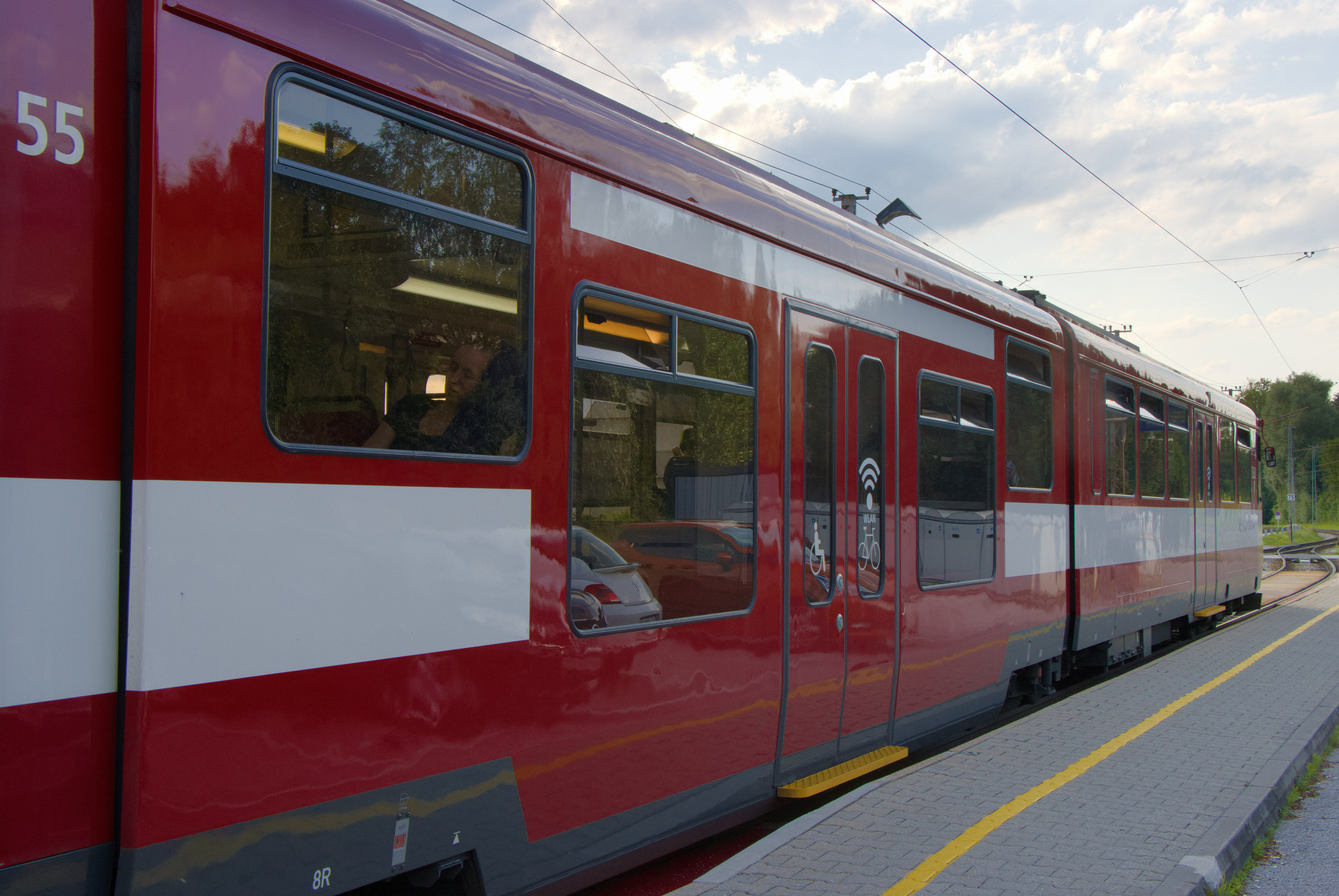
Middenbak met lage vloer
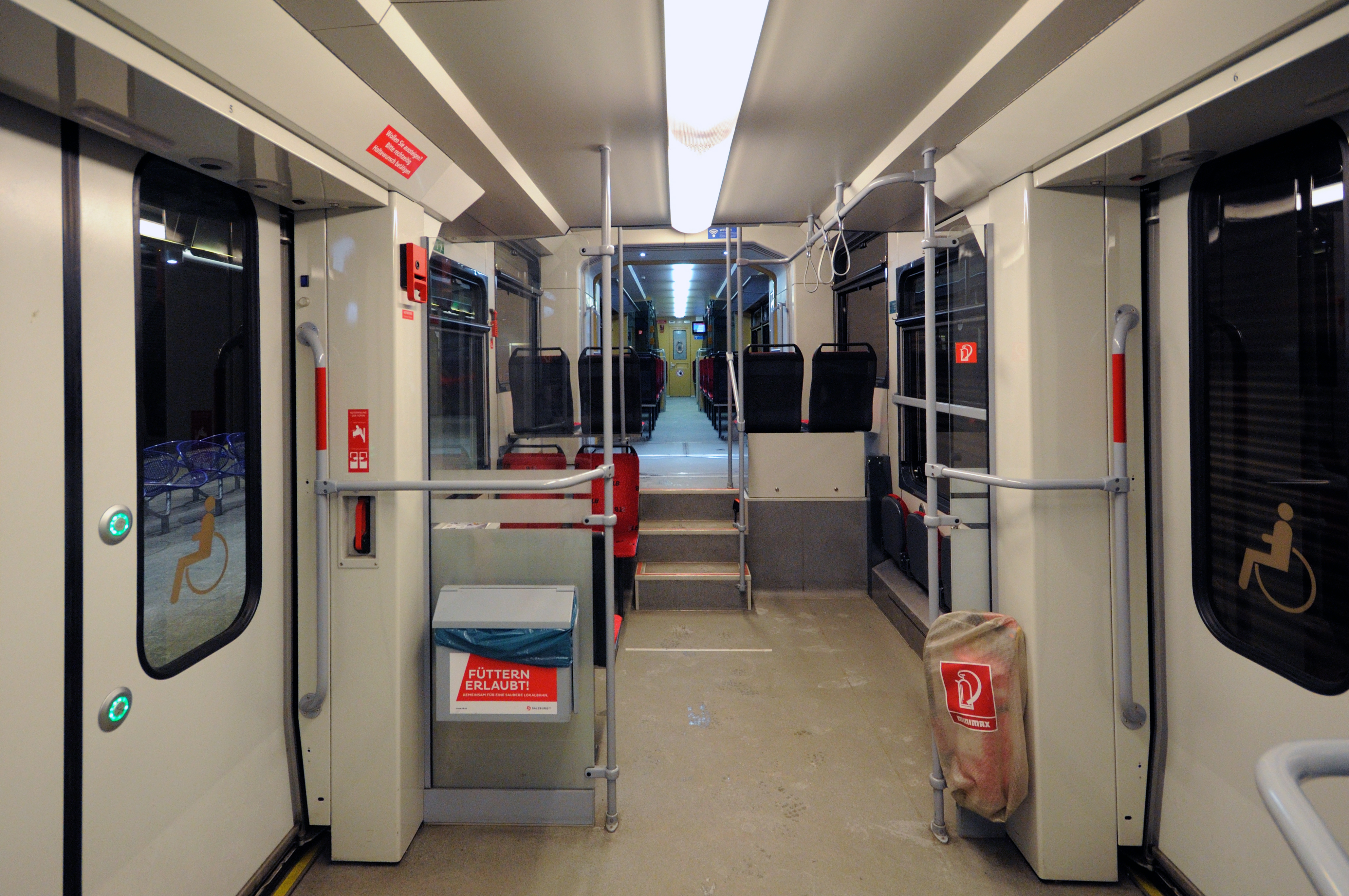
Middenbak met lage vloer